# Процесс гермокопидов

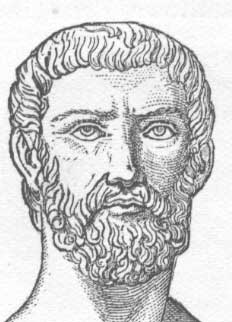
Алкивиад

Процесс гермокопидов — политический и судебный процесс, происходивший в Древних Афинах в 415 году до н. э., и связанный с ним религиозный скандал.
За несколько дней до начала Сицилийской экспедиции ночью какие-то злоумышленники изуродовали гермы — чтимые изображения бога Гермеса, стоявшие на городских улицах. Началось следствие. Сначала поползли слухи, что это сделали коринфяне, желавшие задержать или сорвать экспедицию. Кое-кто видел в этом недоброе предзнаменование, но большинство афинян увидели в этом «обыкновенную пьяную выходку распущенных юнцов». Политические противники Алкивиада обвинили его и его гетерию в изуродовании герм. Некий Андрокл привёл нескольких рабов и метэков, которые якобы видели, что Алкивиад и его друзья изуродовали гермы. Они же сообщили, что Алкивиад совершил и другое кощунство: он и его друзья изображали на своих попойках священный религиозный ритуал — Элевсинские мистерии. Алкивиад потребовал немедленного суда, надеясь опровергнуть все обвинения. Однако его противники, опасаясь присутствия преданного ему флота, заявили, что лучше отложить это дело до окончания войны на Сицилии.
Алкивиад, Никий и Ламах отплыли в Сицилию на ста сорока триерах. Прибыв в Италию, афиняне взяли Регий. Затем они переправились на Сицилию и взяли Катану. На этом успешные действия Алкивиада закончились. За ним прибыл из Афин государственный корабль «Саламиния» с вызовом на суд. Он на своём корабле вместе с «Саламинией» отплыл из Сицилии, якобы в Афины. Однако в Фуриях Алкивиад и его друзья высадились на берег и скрылись. Люди с «Саламинии» после безуспешных поисков вернулись в Афины. Там Алкивиад был заочно приговорён к смертной казни, а его имущество конфисковано.